# Jörn Lang
Jörn Lang (* 1978 in Mönchengladbach) ist ein deutscher Klassischer Archäologe und Kurator.

## Leben
Jörn Lang studierte seit 1998 Klassische Archäologie, Alte Geschichte und Völkerkunde an der Universität Köln und der Universität Turin, 2003 bis 2005 dazu Papyrologie, Epigraphik und Numismatik der Antike. 2009 wurde er in Köln promoviert. 2009/10 hatte er das Reisestipendium des Deutschen Archäologischen Instituts. 2010 bis 2011 war er wissenschaftlicher Mitarbeiter am Internationalen Kolleg Morphomata der Universität Köln, seit 2011 war wissenschaftlicher Mitarbeiter an der Universität Leipzig. Seit Oktober 2022 ist er Kustos des Antikenmuseums der Universität Leipzig. 

## Kurator

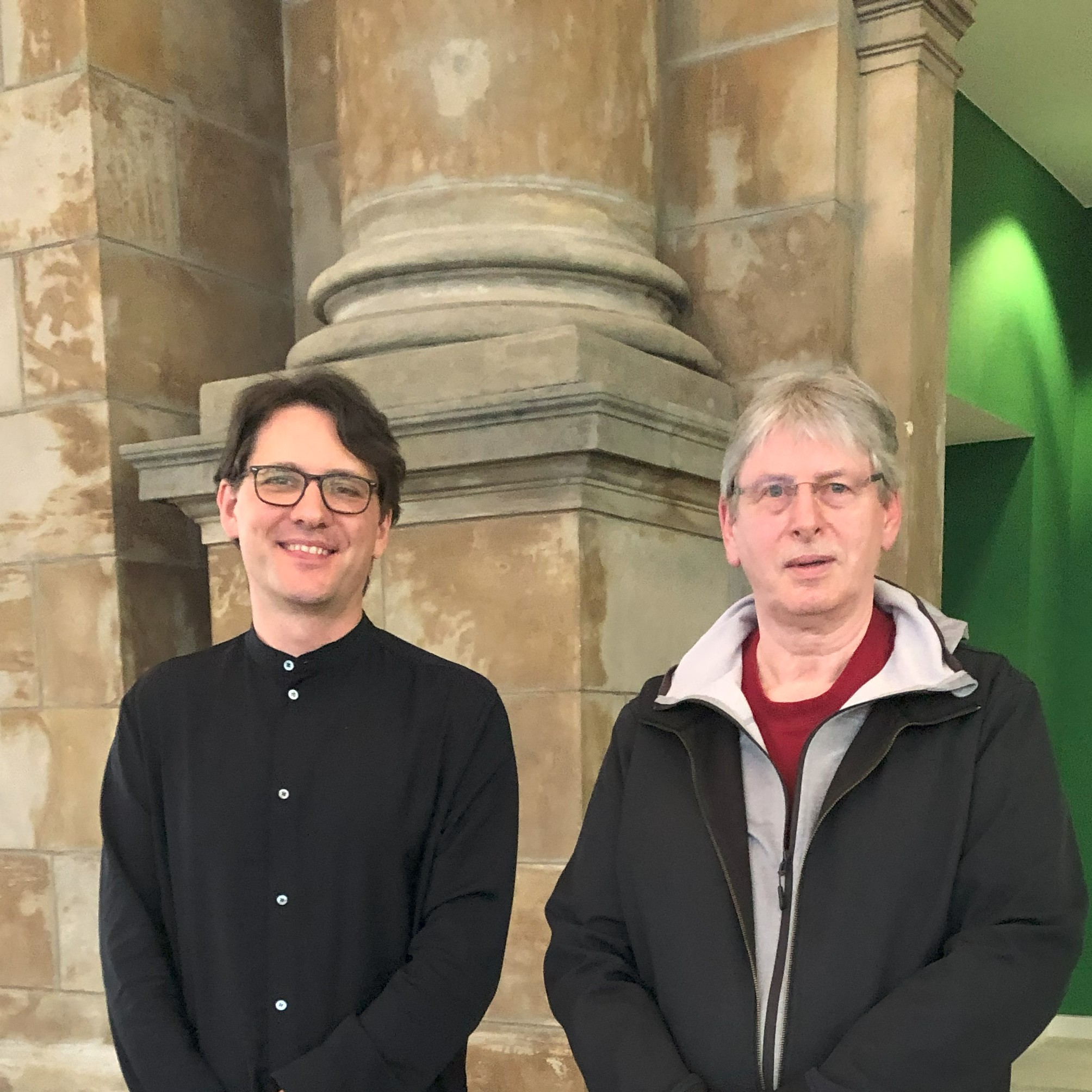
Jörn Lang und Manfred Kohrs 2025 im Kestner Museum

Lang kuratierte die vom Oktober 2022 bis Februar 2023 gezeigte Ausstellung Antike, die unter die Haut geht. Der Fokus der Ausstellung lag auf Darstellungen von Statuen, welche als eine der zentralen kulturellen Ausdrucksformen der griechischen und römischen Mittelmeerwelt betrachtet werden dürfen. Im ersten Teil wurde der Frage nachgegangen, inwiefern antike Motive in der Gestaltung von Tätowierungen wiederzufinden sind. Der zweite Teil widmete sich antiken Tätowierpraktiken in Ägypten, Griechenland und Rom. Im dritten Teil erfolgte schließlich die Synthese der beiden zuvor dargestellten Perspektiven. Die Ausstellung wurde in erweiterter Form 2025 im Kestner-Museum gezeigt.

## Forschung
Seine Forschungsschwerpunkte liegen auf den Gebieten antikes Wohnen, Glyptik, Antiquarianismus/Rezeption und Aneignung der Antike sowie Figur und Ornament in der antiken Kunst.

## Veröffentlichungen (Auswahl)
- mit Hans-Peter Müller: ¿Teuer und nichts wert? Fälschern griechischer Keramik auf der Spur. Begleitheft zur Sonderausstellung 22. Oktober 2011 bis 22. Januar 2012. Antikenmuseum der Universität Leipzig, Leipzig 2011.
- Mit Wissen geschmückt? Zur bildlichen Rezeption griechischer Dichter und Denker in der römischen Lebenswelt. Reichert, Wiesbaden 2012, ISBN 978-3-89500-846-7 (= Dissertation).
- mit Jan Broch (Hrsg.): Literatur der Archäologie. Materialität und Rhetorik im 18. und 19. Jahrhundert (= Morphomata Band 3). Wilhelm Fink, München 2012, ISBN 978-3-7705-5347-1 (Digitalisat).
- mit Éva Kocziszky (Hrsg.): Tiefenwärts. Archäologische Imaginationen von Dichtern. Zabern, Darmstadt 2013, ISBN 978-3-805345958.
- mit Hans-Peter Müller, Felix Pirson (Hrsg.): Pergamon wiederbelebt! Die antike Residenzstadt in 3D. Sonderausstellung des Antikenmuseums der Universität Leipzig. Antikenmuseum der Universität Leipzig, Leipzig 2018, ISBN 978-3-00-058912-6.